# Sychrov (Libereci járás)
Sychrov település Csehországban, Libereci járásban. Sychrov Žďárek, Radimovice, Paceřice, Čtveřín, Vlastibořice, Hodkovice nad Mohelkou és Bílá településekkel határos. Lakosainak száma 216 fő (2024. január 1.).

## Népesség
A település lakosságának változását az alábbi diagram mutatja:
| Lakosok száma | 722  | 689  | 600  | 491  | 261  | 174  | 202  | 219  | 226  | 216  |
|               | 1869 | 1890 | 1921 | 1950 | 1980 | 2001 | 2017 | 2019 | 2022 | 2024 |